# Robinson Kruse
Robinson Kruse-Becher (* 25. Oktober 1981 in Wien) ist ein deutscher Wirtschaftswissenschaftler.

## Leben
Er erwarb 2006 das Diplom in Volkswirtschaftslehre an der Universität Bonn und 2008 den Dr. rer. pol. an der Universität Hannover bei Philipp Sibbertsen und Jörg Breitung. Er trat  2020 die Nachfolge von Hermann Singer am Lehrstuhl für Angewandte Statistik der Fernuniversität in Hagen an.
Seine Forschungsschwerpunkte sind Analyse von Zeitreihen, Ökonometrie für Finanzmärkte und Prognose und Evaluation.

## Schriften (Auswahl)
- Essays on persistence in economic time series. 2009.
- mit Michael Frömmel, Lukas Menkhoff und Philipp Sibbertsen: What do we know about real exchange rate non-linearities?. Aarhus 2009.
- mit Florian Heinen und Philipp Sibbertsen: Forecasting long memory time series under a break in persistence. Aarhus 2009.
- mit Matei Demetrescu: The power of unit root tests against nonlinear local alternatives. Aarhus 2012.